# Francesco Porto
Francesco Porto (Retimo, 22 agosto 1511 – Ginevra, 5 giugno 1581) è stato un umanista greco.

## Vita
Francesco Porto, umanista cretese di origine vicentina, fu allievo in gioventù di Arsenio di Monemvasia. Giunto in Italia, insegnò greco a Modena e Ferrara, dove intrattenne rapporti con intellettuali del calibro di Ludovico Castelvetro, Lilio Gregorio Giraldi e Giambattista Giraldi Cinzio, che contribuirono alla sua formazione scientifica ed intellettuale. Costretto a lasciare la Penisola per la sua adesione alla fede riformata, fu nominato da Giovanni Calvino « professor publicus » di greco all'Académie di Ginevra, incarico che mantenne per gli ultimi vent'anni di vita. Nella sua vasta attività di studioso e commentatore, si dedicò anche ad Eschilo.

## Opere[1]
- 1568: Synesii Cyrenaei ... Hymni ... Gregorii Nazianzeni Odae aliquot ... Utrisque ...  latinam  interpretationem  adiunxit  F(ranciscus)  P(ortus)  C(retensis),  Genevae.
- 1569: Oἱ ἐν ῥητορικῇ τέχνῃ κορυφαίοι, Aphthonius, Hermogenes et Dionysus Longinus praestantissimi artis rhetorices magistri, F(rancisci) P(orti) C(retensis) opera industriaque illustrati et expoliti, Genevae.
- 1573: Ad  Petri  Carpentarii  Causidici  virulentam  epistolam,  responsio  Francisci Porti ... pro causariorum quos vocat innocentia.
- 1574: Response  de  François  Portus  Candiot,  aux  lettres  diffamatoires  de  Pierre Carpentier, ... pour l'innocence des fidèles serviteurs de Dieu ... massacrez le 24 jour d'aoust 1572, appellez factieux par ce plaidereau, traduite nouvellement de latin en françois.
- 1580: Homeri  Ilias,  postrema  editio  ...  a  F(rancisco)  P(orto)  C(retense) innumeris in locis emendata, Genevae.
- 1583: Francisci Porti ... Commentarii in Pindari Olympia, Pythia, Nemea, Isthmia, Genevae.
- 1584: Francisci  Porti  Cretensis  in  omnes  Sophoclis  tragoedias  προλεγόμενα, ut vulgò vocantur. In quibus Ipsa Poêtæ vita,  genùsque  dicendi  declaratur. De Tragœdia, eiusque origine, et de Tragœdiæ, atque Comœdiæ discrimine paucis agitur. Sophoclis, et Euripidis collatio brevis instituitur, et quibus in rebus vterque potissimùm excellat, apertè demonstratur. Singularum  verò Tragœdiarum Argumenta  cum  artificio  Rhetorico  separatim  exponuntur.  His  addita ΠΑΡΑΣΚΕΥΗ´ ad orationem Demosthenis περὶ παραπρεσβείας, cui accesserunt Sex  Oratiunculæ  Latinæ,  quas  idem  F.P.  olim  in  Illustriss.  Ducis  Ferrariensis Academia Mutinensi Linguæ Græcæ Professor habuit. Singulis Oratiunculis suum argumentum paucis est ascriptum, Morgiis.
- 1586: Francisci Porti ... Commentarii in varia Xenophontis opuscula, Lausannae.
- 1590: Apollonii  Alexandrini  de  syntaxi ... libri IV. A F(rancisco) P(orto) ante aliquot annos e manuscripto codice passim et supplecti, Francoforti.
- 1592: Lexicon graecolatinum R. CONSTANTINI. Secunda hac editio partim ipsius authoris partim F(rancisci) P(orti) ... auctum, Genevae.
- 1594: Thucydidis, Olori filii, de Bello Peloponnesiaco libri octo. Iidem latine, ex interpretatione  Laurentii  Vallae,  ab  Henrico  Stephano  nuper  recognita,  quam Aemilius  Portus,  Francisci  Porti  Cretensis  f.,  paternos  commentarios  accurate sequutus,  ab  infinita  ...  errorum  multitudine  ...  repurgavit  ...  in  hac  postrema editione, Francofurti.
- 1598: Aristotelis Artis rhetoricae, sive de arte dicendi, libri III, a M. Aemilio Porto ... nova interpretatione illustrati; item Francisci Porti ... in eosdem libros perpetui latini commentarii, Spirae.